# Фюзелаж геодезическа конструкция
Фюзелаж геодезическа конструкция (на английски: geodesic airframe, геодезически корпус) е термин, с който е наименуван тип конструкция на фюзелаж на самолет, разработен и прилаган от английските самолетостроители. Изграден е като се създава конструкция с пространствена форма на тръба. Използват се надлъжни греди и спираловидно разположени върху тях и преплитащи се под еднакъв ъгъл профили по цялата дължина от носа до края на корпуса и в обратната посока. Получава се нещо като тъкан от носещи елементи изграждащи здрава пространствена конструкция с обемна форма и с необходимото сечение на самолетния корпус. . Наименованието геодезия е прието, тъй като подобни структури са използвани от тази наука за създаване на триангулачната мрежа. Основното в теорията е, че две дъги могат да се пресичат и по криволинейна повърхност. В случая криволинейната повърхност е изработваното тяло на самолета и създаването по този начин на един затворен контур го прави устойчив на натоварвания от всякакъв характер и на торзионни усуквания.

## История
Най-ранното прилагане на геодезическия подход при строителство на военно транспортно превозно средство е вграждането на такъв диагонален структурен елемент в корпуса на корабите. Диагонална структура в дървените кораби е използван за първи път от Джошуа Хъмфрис (Joshua Humphreys) в първите шест фрегати на ВМС на САЩ през 1794 г. С това е увеличена устойчивостта на дървения корпус към деформации. Този опит и практика е приложен по-късно с една далеч по-сложна геодезическа форма за изграждане на фюзелажите на самолетите.

## Приложение в самолетостроенето
Геодезическият метод на строителство е разработен от авиационния инженер Барнс Уолис (1887-1979) (Barnes Wallis) от Великобритания, като е използвал ранният си опит по изграждането на механическа геодезическа конструкция на своя търговски дирижабъл R100. Уолис използва думата „геодезически“ да се отнася за корпуса, като я смята за най-правилно наименование на план от линии върху една крива повърхност (формата на Земята), използвани в практиката на геодезията. Системата е използвана по-късно от работодателя на Уолис, фирмата Викерс-Армстронг (Vickers-Armstrongs Limited) в конструирането и производството на серия от самолети бомбардировачи - Викерс Уесли (Vickers Wellesley), Викерс Уелингтън (Vikers Wellington), Викерс Уоруик (Vickers Warwick) и Викерс Уиндзор (Vickers Windsor). Корпусът на тези самолети е изграден от редица надлъжни греди и спираловидно напречно поставени дуралуминиеви греди-профили, които образуват тялото на самолета и оформят неговото напречно сечение.

## Особености
В силовата част на тази конструкция обшивката не е силов елемент. Затова тя може да е от тънки дуралуминиеви листове или от плат фиксиран върху надлъжно монтирани дървени летви. Металната решетка на геодезическата конструкция се произвежда по-трудно. Трудно се внасят промени в конструкцията като например промяна на профил на корпуса, промяна на дължината на тялото, размах на крилата. Но има и няколко съшествени предимства:
- По-лека е в сравнение с еквивалентни други самолетни конструкции;
- Устойчива конструкция на всички възможни натоварвания при експлоатация;[1]
- Устойчива на разрушаване конструкция при бойни действия. Дори и да има повредена част на елементите от едната страна на фюзелажа и разбита обшивка, това не води до разрушаване на самолета по време на полет. Общата носеща конструкция съществено не е променена и здравите стрингери от другата страна позволяват машината да се приземи успешно, което не е възможно при подобно състояние на други видове самолетни конструкции.